# DrossRotzank
アンヘル・ダビド・レヴィージャ・レノチ（スペイン語：Ángel David Revilla Lenoci、1982年7月16日 - ）は、ベネズエラ人のユーチューバー、作家。ハンドルネームのDrossRotzank（ドロス・ロツァンク）でよく知られている。2007年からアルゼンチンのブエノスアイレスに在住している。

## 彼の過去
1982年7月16日にカラカス、ベネズエラで生まれた。彼の父は飛行機のパイロットであり、彼の母は美食志向の実業家であった。彼の祖先にはイタリア・スペイン・アメリカ出身の人物がいる。彼は故郷のベネズエラのサンタマリア大学で学び、2007年にソーシャル・コミュニケーション課程を卒業した。さらに、彼は医学雑誌のジャーナリストとして働いていた。
1998年には『ドロスの日記』（スペイン語：El Diario de Dross）というブログを開設した。彼がインターネットビデオゲームフォーラムで使用し始めた彼のユーザー名〝Dross〟は、当時のレスラーであるダレン・ドロズドフに基づいているが、二つの「s」文字のスペルが間違っている。彼は2000年ごろからMeriStationやGameFAQsなどのウェブサイトのゲームレビューを書き始めた。

## キャリア

### インターネットのキャリア
彼は2006年にYouTubeアカウントを作成した。2007年に、彼は現在住んでいるアルゼンチンのブエノスアイレスに引っ越した。
2012年10月、超常現象に関心を持っていたため、噂や陰謀に関連するホラーコンテンツのアップロードを開始することを決めた。2020年には、チャンネル登録者数が2000万人を超えた。
彼のホラービデオのいくつかでは、日本からの邪魔なテレビコマーシャルや、青木ヶ原樹海、そして彼が実際の証言として誤って関連付けた映画『裏ホラー』からの二つの物語など、日本についても取り上げた。
ゲーマーとしての側面もある彼はAtari ・任天堂・セガ・ソニープレイステーション・ミクロソフトのXboxからコンソールを持っていた。彼のお気に入りのビデオゲームシリーズは『メタルギア』『サイレントヒル』『悪魔城ドラキュラ』『デビルメイクライ』『グランド・セフト・オート』など、常にプレイステーションに関連するものであることが示されているが、クラシックフランチャイズや『ソニック・ザ・ヘッジホッグ』『スーパーマリオ』『魂斗羅』のようなゲームのカルトでもある。彼はビデオゲーム『ファイナルファンタジーXIII』とその監督の鳥山求の熱烈な批判者である。
彼はまた、黒人のユーモアの良い例であり、そのプロフィールの多くは、他のインターネットユーザー（ラテンアメリカからの大多数）、さらにはテレビ、特に前者を支持するベネズエラの大衆との摩擦を引き起こしたベネズエラの大統領ウゴ・チャベスと彼が生み出した政治的流れ：チャベス主義。彼は、彼の国がこれまでに経験している退廃的な状況のために、ベネズエラの現在の大統領であるニコラス・マドゥロに対して非常に批判的だった。

### 作家としてのキャリア
彼の最初の小説『Luna de Plutón』（冥王星月）は、2015年にスペインとラテンアメリカの編集Planetaから出版され、数週間でベストセラーになった。彼の二冊目の本『El festival de la blasfemia』（冒涜祭）は2016年にリリースされました。彼の最初の本『Luna de Plutón 2: La guerra de Ysaak』（冥王星月2　イサーク戦争）の続編が2017年3月にリリースされました。彼の四冊目の本である『Valle de la calma』（落ち着きの谷）は、2018年に出版されました。2019年に、彼は五冊目の本『El Libro Negro: deep web y horror cósmico』（黒い本　深層ウェブと宇宙の恐怖）を出版しました。

### フィルモグラフィ
- 『Voces Anónimas』（語り手、2013年から現在まで）超常現象についてのウルグアイのテレビ番組。

### カメオ出演
- 『Mago』（2022年）プラットフォームとアクション・アドベンチャーのビデオゲーム。彼はゲーム内に登場する数人のキャラクターの 一人であり、そのほとんどはスペイン語系YouTubeコミュニティのユーザーである。